# دایانا کنت
دایانا کنت (انگلیسی: Diana Kent؛ زادهٔ ۱۹۵۸) بازیگر اهل انگلستان است. وی از سال ۱۹۹۰ میلادی تاکنون مشغول فعالیت بوده است.
از فیلم‌ها یا برنامه‌های تلویزیونی که وی در آن نقش داشته است، می‌توان به آخرین نامه از معشوقه شما، موجودات آسمانی، یک روز، عروس فراری، بیلی الیوت، بیداری، پوآرو، جوخه برادران، آدمکشان میدسامر، شهر هالبی، شاهد خاموش، تلفات، تایتانیک، ازدست‌رفته و وایت‌چپل اشاره کرد.